# Salida de Hu Jintao del XX Congreso Nacional del Partido Comunista Chino
El 22 de octubre de 2022, Hu Jintao, exsecretario general del Partido Comunista Chino, fue escoltado fuera del salón en la ceremonia de clausura del XX Congreso Nacional del Partido Comunista Chino. Dos hombres lo sacaron de su asiento siguiendo las instrucciones del actual secretario general, Xi Jinping. Cuando los medios de todo el mundo ingresaron al lugar en el momento del incidente, rápidamente se convirtió en el foco de la cobertura internacional.

## Proceso
Según el análisis del lenguaje labial de un experto político taiwanés anónimo, Li Zhanshu le dijo a Hu Jintao: "No mires, está todo decidido". Esto también atrajo la atención de Xi Jinping, que estaba al lado de Hu. Después de que Xi hizo la señal, según las imágenes de la escena tomadas por reporteros de The Straits Times, Agence France-Presse, Associated Press y otros medios, el director general del Buró de la Secretaría de la Oficina General del PCC, Kong Shaoxun (chino: 孔绍逊), un representante del XX Congreso Nacional (de una circunscripción denominada "Comité Central del PCC y órganos estatales"), y los guardaespaldas personales de Xi vinieron uno tras otro, con la intención de llevarse a Hu. Hu no parecía dispuesto a irse.
Los dos bandos estuvieron estancados durante aproximadamente un minuto y medio. Durante este período, Hu intentó repetidamente recuperar la carpeta de votación y los documentos, pero fracasó. También intentó abrir el documento junto a Xi, pero el propio Xi lo sujetó. El personal detuvo a Hu y, antes de que abandonara su asiento, también entregaron los documentos a los guardaespaldas para que se los llevaran. Finalmente, Hu capituló. Antes de partir, le dijo unas palabras a Xi. Xi respondió brevemente. Al mismo tiempo, Hu dio unas palmaditas a Li Keqiang, primer ministro de China y figura clave de la facción de Hu, Tuanpai, que estaba sentado a la derecha de Xi. Ningún miembro del Politburó en la primera fila reaccionó visiblemente ante la salida de Hu.
El incidente ocurrió antes de la votación en el Congreso sobre el informe del XIX Comité Central, el informe de trabajo de la XIX Comisión Central de Inspección Disciplinaria y una enmienda a la constitución del PCC. Hu estuvo ausente de la votación debido a este incidente. Los resultados oficiales de la votación posterior mostraron que todas las propuestas fueron aprobadas por unanimidad sin abstenciones ni votos negativos. Ese mismo día también se eligió el XX Comité Central. Xi Jinping y Wang Huning estaban entre los miembros del nuevo Comité Central, mientras que Li Keqiang, Li Zhanshu y Wang Yang no.

## Cobertura mediática

### Internacional
CNN informó que Hu se fue de mala gana. El New York Times escribió que, como ocurre con muchas otras cosas en la política china, es posible que la verdad nunca sea revelada. Foreign Policy escribió: "Alrededor de 2013, los observadores de China comenzaron a bromear sobre la 'edad de oro del liberalismo bajo Hu Jintao'. En ese momento, parecía absurdo que una era tan políticamente conservadora, incluso cuando la sociedad civil avanzaba lenta y vacilantemente, pudiera ser considerado de esa manera, durante la siguiente década, dejó de ser una broma".
The Economist dijo que si bien es posible que el acto fuera deliberado, era más probable que Hu no se sintiera bien, y dijo que el evento "parecía consistente con un episodio repentino de confusión mental". Jude Blanchette, un experto del Centro de Estudios Estratégicos e Internacionales, dijo que el evento "no tuvo la sensación escénica de una purga orquestada", mientras que Bill Bishop, un experto en China, señaló que la China Central La televisión probablemente no mostraría a Hu durante las noticias del evento si fuera purgado. Chris Buckley, que escribe para The New York Times, dijo que era más probable que Hu estuviera enfermo que las teorías de que protestara contra Xi.

### Medios estatales chinos
La agencia de noticias Xinhua, agencia de prensa oficial de China, conoció algunas informaciones de Liu Jiawen y escribió en inglés en Twitter: "Cuando [Hu] no se sentía bien durante la sesión, su personal, por su salud, lo acompañó a una habitación contigua al lugar de reunión para descansar. Ahora está mucho mejor".
El incidente no fue transmitido en China, y tanto el nombre de Hu como el de su hijo, el político Hu Haifeng, fueron bloqueados en línea por los censores chinos.
Los académicos Steve Tsang y Olivia Cheung escriben que la prohibición de publicar imágenes y reportar el incidente sugiere que Xi no tenía la intención de humillar a Hu.